# Ванновский район
Ванновский район (нем. Deutscher Kreis Wannowskoje) — немецкий национальный район в составе Краснодарского (в 1928—1934 — Северо-Кавказского, в 1934—1937 Азово-Черноморского) края, существовавший в 1928—1941 годах.
Район образован 27 февраля 1928 года с центром в колонии Ванновской, со включением в него сельских советов: Ванновского, Леонтиевского, Мариинского, Северинского, Северо-Кубанского и Ново-Ивановского и земель арендуемых концессией «Друзаг», Армавирского округа, и колоний Семёновской и Ново-Николаевской Кубанского округа.
В 1939 году район из национального был преобразован в обычный.
В начале 1941 года в состав района входило 11 сельсоветов: Ванновский, Красный, Ленинский, Леоновский, Марьинский, Новоивановский, Новоселовский, Поселковый, Северинский, Северокубанский, Семеновский.
4 мая 1941 года Ванновский район был упразднён, а его территория разделена между Гулькевичским, Ладожским и Тбилисским районами.
В районе выходила газета «Kollektiv Fahne» на немецком и русском языках.